# Владимир Шкодров
Владимир Георгиев Шкодров е български астроном, учен в областта на астрономията и физиката, професор.

## Биография

### Произход и ранни години
Роден е на 10 февруари 1930 г. в град Лом, в семейството на инженер Георги Шкодров и съпругата му Трайна Шкодрова. Баща му, който работи в Белограчик, умира рано и 3-те деца на семейството: Владимир, Боно и Сийка, отрасват под грижите на Трайна. Семейството има дълга история на неразбирателство с комунистическите власти, които преследват Боно, дядото на Владимир, заради „знатен произход“, и които впоследствие Трайна успешно съди, за да си върне част от национализираните земи. Напрегнатите отношения между местния комунистически елит и семейството се отразяват на целия живот на Владимир Шкодров, който никога не става член на Българската комунистическа партия и често се чувства ограничен в професионалната си кариера заради това.
Завършва през 1948 г. гимназията в Белоградчик и започва да следва геодезия в София, но през 1950 г. е изключен от висшия институт заради семейната си история. Няколко години по-късно успява все пак да възобнови следването си и завършва през 1958 г. Продължава образованието си с висша математика и астрономия в Ленинградския университет, където получава докторска степен през 1975 г.

### Работа в БАН (София и Рожен)
След завръщането си в България започва да работи в Българската академия на науките, където участва в голям брой български и международни проекти, включително ръководи българските наблюдения при преминаването на Халеевата комета през 1986 г. Той е един от основателите на астрономическата обсерватория в Рожен (НАО Рожен), където провежда много наблюдателни часове и открива голям брой астероиди. През 1978 г. получава признателност от американските си колеги, които наричат с негово име астероида 4364 Шкодров.

### Шуменски университет
Преподава в Шуменския университет в продължение на повече от две десетилетия и в продължение на два мандата е негов ректор. Остава преподавател до последните години от живота си. За приноса си към развитието на университета е отличен с почетната титла доктор хонорис кауза.

### Късни години
Става народен представител в XXXVII народно събрание, избран като представител в Шумен. След края на депутатския си мандат поема ръководството на Института за обучение на докторанти на Българската академия на науките.
Умира в София на 31 август 2010 г.

## Публикации
Автор е на над 200 научни публикации. Неговите популярни книги по астрономия: „Малки планети в Слънчевата система“ ("Наука и изкуство, 1973), „Халеевата комета на път към слънцето“ („Народна просвета“, 1985) и „Етюди по история на астрономията“ („Марин Дринов“, 2010) събудиха интереса към астрономията на повече от едно поколение българи. Научната и преподавателската му работа са отразени в монографиите „Планетарна физика“ (Университетско издателство „Епископ Константин Преславски“, Шумен, 2005) и „Планетен потенциал“ (Издателство на БАН, 1989).

## Награди
- Орден „Стара планина“, I степен;
- Орден „Лента Марин Дринов“;
- Доктор хонорис кауза на Шуменския университет „Еп. Константин Преславски“[1];
- Орден „Епископ Константин Преславски“;
- Почетен гражданин на град Шумен.